# Temple de Rome et d'Auguste
Le temple de Rome et d'Auguste est un monument monoptère en l'honneur d'Auguste et de la personnification de la ville de Rome. Il a été construit sur l'Acropole d'Athènes après 27 av. J.-C.
Après la bataille d'Actium en 31 av. J.-C., le futur empereur s'est rendu à plusieurs reprises à Athènes et a fait réparer des temples et d'autres bâtiments : aussi a-t-il été honoré par une inscription sur ce temple en tant que « sauveur et bienfaiteur ».
Situé à seulement 12 mètres à l'est du Parthénon, ce petit temple rond reposait sur une fondation carrée en tuf et était soutenu par neuf colonnes ioniques.
Des restes de colonnes à mi-hauteur et quelques chapiteaux et éléments d'architrave du temple ont été conservés. L'humaniste et voyageur italien Cyriaque d'Ancône a transmis l'inscription de l'architrave : « Ad praefatae Palladis templi vestibulum ».

## Galerie

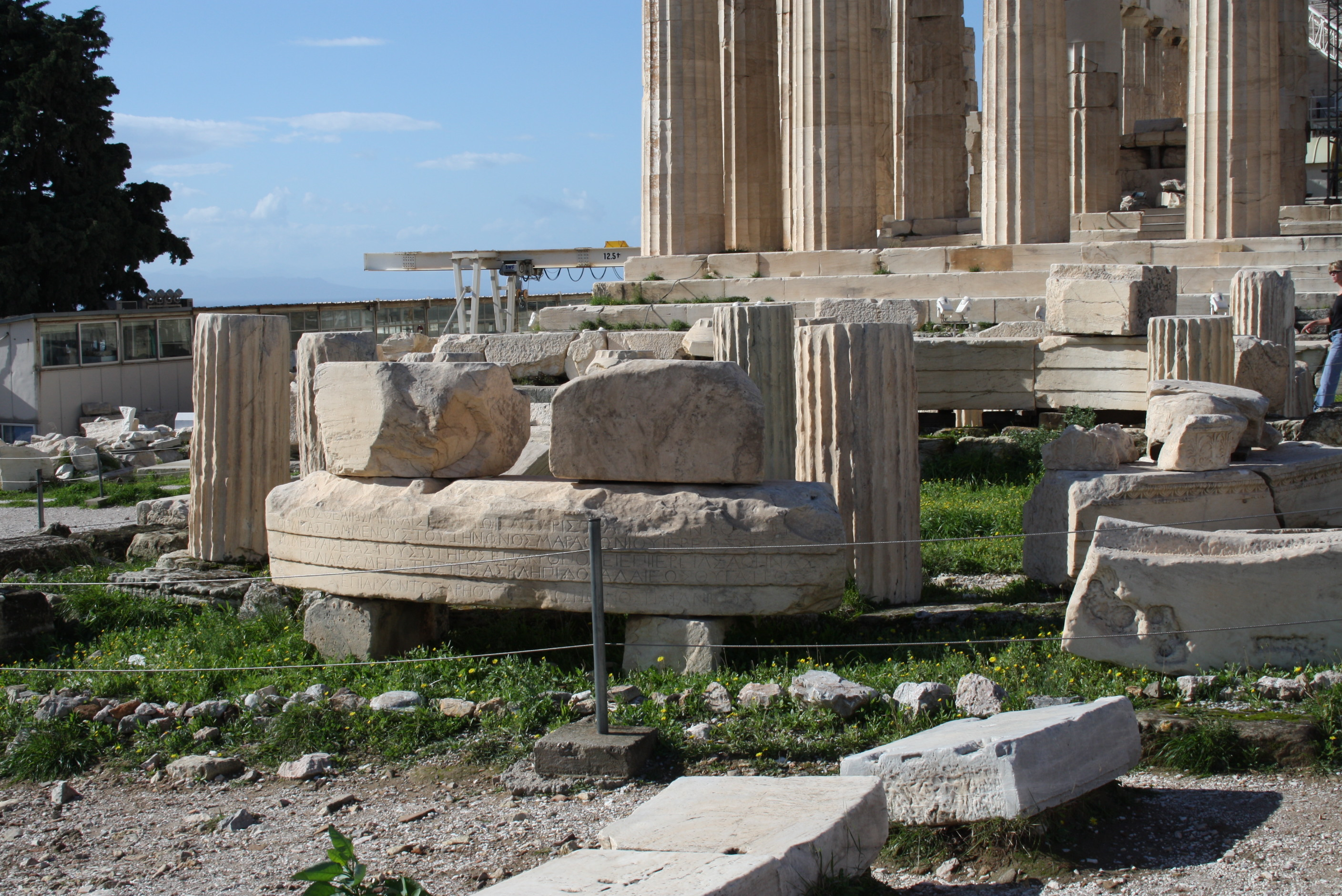
Vestiges du temple rond ionique dédié à Rome et Auguste, à l'est du Parthénon. On peut lire l'inscription où Auguste est qualifié de ΣΕΒΑΣΤΟΣ et ΣΩΤΗΡ.
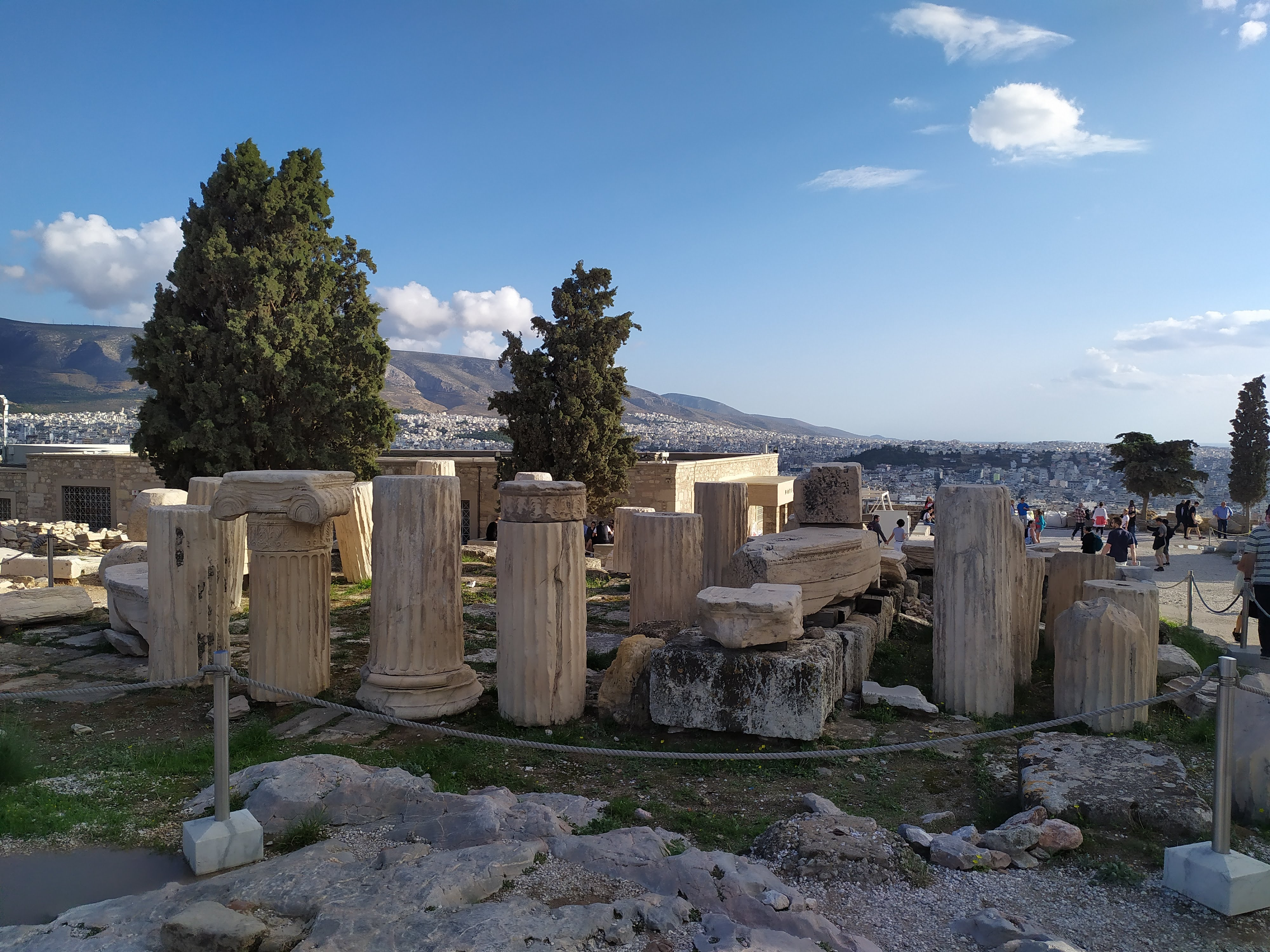
Vestiges du temple sur l'Acropole.
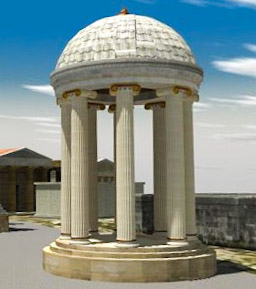
Reconstitution 3D du temple